# Freiston
Freiston est une paroisse civile et un village du Lincolnshire, en Angleterre.

## Histoire
Freiston a, du XIe siècle au XIIIe siècle, été le fief d'une famille de barons anglo-bretons issue de Guy de Craon, probable fils de Robert Ier de Vitré et de sa femme Berthe. En 1114, Alan de Craon, parfois dit de Croune, fonde à Freiston un prieuré aujourd'hui disparu,.